# یاسمین دورنیگ
یاسمین دورنیگ (انگلیسی: Jasmin Duehring؛ زادهٔ ۸ ژوئیهٔ ۱۹۹۲) دوچرخه‌سوار زن اهل کانادا است.
وی در مسابقات کشوری و بین‌المللی در مجموع برندهٔ ۵ مدال طلا، ۶ مدال نقره، ۸ مدال برنز شده‌است.